# Bajorani
Bajoranii reprezintă o specie fictivă extraterestră din franciza științifico-fantastică Star Trek. Apar pentru prima oară în episodul 103 Ensign Ro al serialului Star Trek: Generația următoare.

## Istorie
Potrivit scenariului fictiv din universul Star Trek, Bajoranii sunt o specie veche care au dezvoltat o tehnologie avansată, înainte de evoluția umanității pe Pământ.
În 2328 Uniunea Cardassiană, care a fost preluată de către o dictatură militară, a invadat Bajorul, ocupându-l timp de patruzeci de ani, timp în care au forțat Bajoranii să muncească ca sclavi, folosindu-i în diferite operațiuni miniere și secătuind planeta de resurse. Acest lucru i-a forțat pe mulți Bajorani să fugă și să trăiască în tabere de refugiați departe de dominația Cardassiană, în timp ce alți Bajorani s-au implicat în mișcări de rezistență, organizând atacuri teroriste împotriva unor ținte Cardassiene.
Federatia nu a putut interveni în această situație, din cauza unor considerente privind prima directivă; dacă Bajorul devenea membru al Federației înainte de ocupația Cardassiană, Federația era obligată să-l apere, dar în acest caz a fost considerată o problemă internă între Uniunea Cardassiană și o planetă membră/ subiect al acesteia. Acest lucru a făcut ca unii Bajorani să aibă resentimente față de Federație, mai ales atunci când Federația a fost invitată inițial pentru a administra stația Deep Space Nine.
În 2369, autoritățile civile Cardassiene au preluat controlul Uniunii și au ordonat armatei să se retragă din Bajor, după care Guvernul Provizoriu Bajoran a invitat Federația Unită a Planetelor pentru a configura baza de pe fosta stație de exploatare minieră Cardassiană Terok Nor, redenumită între timp Deep Space Nine, intenționând să devină membru al Federației. Lânga stație s-a descoperit o gaură de vierme, transformând stația într-o zonă circulată de nave spațiale.
În 2369, atunci când comandantul (mai târziu căpitanul) Benjamin Sisko a primit comanda DS9, una din instrucțiunile sale a fost să pregătească Bajorul ca să devină membru cu drepturi depline în cadrul Federației (vezi episodul pilot: "Emissary"). Aceasta a fost o temă de lungă durată în cadrul serialului DS9. În 2373, odată cu iminenta izbucnire a Războiul Dominionului, Bajoranii au solicitat să fie admiși în Federație sub circumstanțe speciale. Sisko, în calitate de emisar al profeților, a avertizat că dacă Bajor se va alătura Federației în acel moment, aceasta ar însemna distrugerea acestei lumi. Cu acest avertisment, Bajor a decis să nu aderare la Federație în acel moment. La începutul Războiului Dominionului, Bajor și-a declarat oficial neutralitatea, deși mulți Bajorani s-au alăturat Flotei și, de asemenea, a apărut o rezistență nouă privind ocupația stației Deep Space Nine. Potrivit romanului serialului Star Trek: Titan, Bajor în cele din urmă s-a alăturat oficial Federației în 2376, la un an după terminarea Războiului Dominionului.